# Allan Arigoni
Allan Arigoni (Zurigo, 4 novembre 1998) è un calciatore svizzero, difensore del Lugano.

## Biografia
Arigoni è nato a Zurigo da padre svizzero del Ticino e madre giamaicana.

## Carriera

### Club
Cresciuto nel settore giovanile del Grasshoppers, ha esordito in prima squadra il 25 febbraio 2018 disputando l'incontro di Super League vinto 1-0 contro lo Zurigo.

### Nazionale
Ha giocato nelle nazionali giovanili svizzere Under-18 ed Under-19.

## Statistiche

### Presenze e reti nei club
Statistiche aggiornate al 23 gennaio 2023.
| Stagione            | Squadra             | Campionato          | Campionato | Campionato | Coppe nazionali | Coppe nazionali | Coppe nazionali | Coppe continentali | Coppe continentali | Coppe continentali | Altre coppe | Altre coppe | Altre coppe | Totale | Totale |
| Stagione            | Squadra             | Comp                | Pres       | Reti       | Comp            | Pres            | Reti            | Comp               | Pres               | Reti               | Comp        | Pres        | Reti        | Pres   | Reti   |
| ------------------- | ------------------- | ------------------- | ---------- | ---------- | --------------- | --------------- | --------------- | ------------------ | ------------------ | ------------------ | ----------- | ----------- | ----------- | ------ | ------ |
| feb. 2018           | Grasshoppers        | ASL                 | 1          | 0          | CS              | -               | -               |                    | -                  | -                  |             | -           | -           | 1      | 0      |
| 2018-2019           | Grasshoppers        | ASL                 | 1          | 0          | CS              | 0               | 0               |                    | -                  | -                  |             | -           | -           | 1      | 0      |
| 2019-2020           | Grasshoppers        | ChL                 | 26         | 0          | CS              | 3               | 0               |                    | -                  | -                  |             | -           | -           | 29     | 0      |
| 2020-2021           | Grasshoppers        | ChL                 | 18         | 1          | CS              | 3               | 0               |                    | -                  | -                  |             | -           | -           | 21     | 1      |
| 2021-2022           | Grasshoppers        | ASL                 | 34         | 2          | CS              | 2               | 0               |                    | -                  | -                  |             | -           | -           | 36     | 2      |
| Totale Grasshoppers | Totale Grasshoppers | Totale Grasshoppers | 80         | 3          |                 | 8               | 0               |                    | -                  | -                  |             | -           | -           | 88     | 3      |
| 2022-2023           | Lugano              | ASL                 | 13         | 0          | CS              | 2               | 2               | UECL               | 2                  | 0                  |             | -           | -           | 17     | 2      |
| Totale carriera     | Totale carriera     | Totale carriera     | 93         | 3          |                 | 10              | 2               |                    | 2                  | 0                  |             | -           | -           | 105    | 5      |

## Palmarès

### Club

#### Competizioni nazionali
- Challenge League: 1

Grasshoppers: 2020-2021